# 姫路オープンゴルフフェスティバル
姫路オープンゴルフフェスティバルは、兵庫県で開催されるゴルフ競技会。1Day競技で、男子プロ、男子シニアプロ、女子プロと予選を勝ち抜いたアマチュアの4カテゴリーが同じティーリングエリアからスタートすることを特徴とする。主催は同実行委員会。

## 解説
2019年9月に第1回大会を開催。賞金総額は1,200万円。第1回の大会会場は、姫路シーサイドゴルフコース（姫路市大塩町2035-4）。
第1回大会の優勝者は、竹山佳林プロ。
特別アマチュアゲストとして、真弓明信（元阪神タイガース監督）、岡田彰布（元阪神タイガース監督）、マーク金井(クラブアナリスト) も参戦。
前日のプロアマには、芸能界きっての"ゴルフ通"石田純一、アイドルナンバーワンゴルファーを目指すSKE48山内鈴蘭、数々のゴルフ番組にも出演のゴルゴ松本が参加し、プロアマ戦を盛り上げた。
観客動員数は、約2,300人とこの規模の大会としては多くの動員で注目を集めた。
第2回大会は、新型コロナウィルス感染拡大予防のため中止。

## 結果
| 大会  | 開催日     | 優勝者   | 開催場所                   |
| ----- | ---------- | -------- | -------------------------- |
| 第1回 | 2019.7.20  | 竹山佳林 | 姫路シーサイドゴルフコース |
| 第2回 | 2020       |          | 中止                       |
| 第3回 | 2021       |          | 中止                       |
| 第4回 | 2022.9.11  | 薮田梨花 | 福崎東洋ゴルフ倶楽部       |
| 第5回 | 2023.9.10  | 播戸篤志 | 福崎東洋ゴルフ倶楽部       |
| 第6回 | 2024.11.17 | 横田真一 | 姫路シーサイドゴルフコース |

出典